# Jérôme Faist

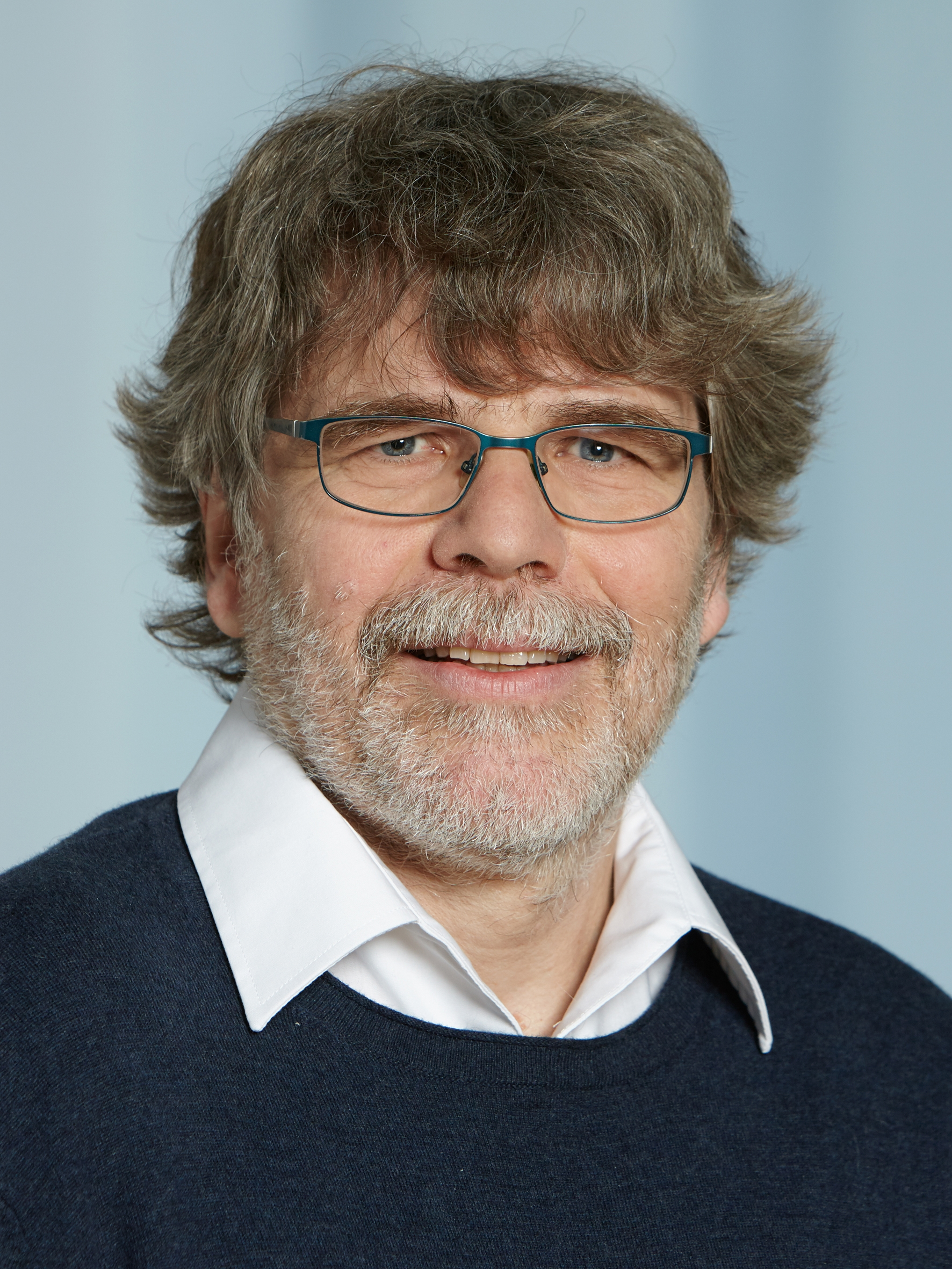
Jérôme Faist (2019)

Jérôme Faist (* 23. Januar 1962 in Genf) ist ein Schweizer Physiker und seit 2007 Professor am Institut für Quantenelektronik der ETH Zürich.

## Wissenschaftliche Karriere
Jérôme Faist studierte an der EPF Lausanne bei Franz-Karl Reinhart und erwarb dort seinen Bachelor 1985 und seinen Doktortitel auf dem Gebiet der Optoelektronik 1989. 
Anschließend ging er zu IBM nach Rüschlikon bei Zürich, bevor er 1991 an die Bell Laboratories in die Gruppe von Federico Capasso wechselte. Dort gelang es ihm 1994 zusammen mit Capasso, Deborah Sivco, Carlo Sirtori, Albert Hutchinson und Alfred Y. Cho mit Hilfe der Molekularstrahlepitaxie einen Quantenkaskadenlaser experimentell umzusetzen. Dies brachte ihm verschiedene Preise ein, so den IEE premium-Preis 1995, den IEEE/LEOS William Streifer Award 1998, den Michael Lunn Award 1999, den ISCS Young Scientist Award 1999 und den schweizerischen Nationalen Latsis Preis 2002. Für 2019 wurde ihm der Julius-Springer-Preis für angewandte Physik zugesprochen. 2022 wurde Faist in die National Academy of Engineering gewählt.
1997 wurde er als Professor an die Universität Neuenburg gerufen, wo er bis 2007 blieb. Hier gründete er die Firma Alpes Lasers zur Vermarktung des von ihm mit entwickelten Quantenkaskadenlasers. In diesem Jahr erhielt er den Ruf an die ETH Zürich, wo er seitdem Lehrstuhlinhaber für Quantenelektronik ist. Hier ist Jérôme Faist auch Leiter des FIRST Center for Micro- and Nanoscience an der ETH Zürich.
2012 erreichte er zusammen mit Federico Capasso das Finale des vom Europäischen Patentamt verliehenen Europäischen Erfinderpreises für ihre Entwicklung des Quantenkaskadenlasers in der Kategorie „Außereuropäische Staaten“.
Seine aktuellen Forschungsschwerpunkte liegen in der Entwicklung von Hochleistungs-Quantenkaskadenlasern im Infrarotbereich, sowie der Physik der kohärenten intersubband Übergänge in starken Magnetfeldern.